# Борьба за статус бенгальского языка
Движе́ние за госуда́рственный ста́тус бенга́льского языка́, также известное в Бангладеш как «Языковое движение» (бенг. ভাষা আন্দোলন; бхаша андолон) — политическое движение в Бангладеш (в то время — Восточный Пакистан), послужившее началом политического процесса, приведшего к отделению Восточного Пакистана от Пакистана и образованию независимого государства Бангладеш. Жители региона выступали за придание бенгальскому языку официального статуса, чтобы им можно было пользоваться в государственных структурах, он был языком обучения, а также в письменном виде присутствовал в СМИ, на валюте и марках.
После ухода англичан с полуострова Индостан в 1947 году было образовано Государство Пакистан, состоявшее из двух частей, отдалённых друг от друга на 1600 километров. Эти регионы резко различались по культуре и языку: в Западном Пакистане преобладал язык урду, а в Восточном — бенгальский. Однако в 1948 году правительство Пакистана объявило урду единственным официальным языком на всей территории Пакистана. Решение правительства вызвало недовольство большинства населения Восточного Пакистана. Однако правительство Пакистана не только не учло требований жителей восточных провинций, но и запретило демонстрации в поддержку бенгальского языка. При подавлении демонстрации студентов в Дакке 21 февраля 1952 года несколько человек погибли. Случившиеся события привели к массовым протестам, сопротивление возглавила Авами Лиг. В ходе противостояния бенгальский язык получил статус государственного (1956 год). В память об этих событиях по решению ЮНЕСКО 21 февраля отмечается как Международный день родного языка. Этот день символизирует права национальных меньшинств на признание своего языка.
Движение за статус языка привело к росту самосознания бенгальского народа. Оно привело к появлению движения шести пунктов, впоследствии вылившемуся в войну за независимость и Третью индо-пакистанскую войну 1971 года. После её окончания Восточный Пакистан отделился в самостоятельное государство Бангладеш. 21 февраля в Бангладеш отмечается как национальный праздник — День Родного Языка. В память о погибших студентах в Дакке установлен памятник Шахид-минар.

## Предыстория
Современные Пакистан и Бангладеш были частью единой Индии во время британского колониального правления. С середины XIX века политические и религиозные лидеры продвигали урду как лингва франка для индийских мусульман; в числе таких людей были Абдул-Хак, Саид Ахмад-хан, Наваб Вакар-уль-Мульк и Наваб Салимулла. Урду — индоарийский язык индоиранской ветви индоевропейских языков. Он развивался из апабхранши (последняя стадия развития среднего индоарийского языка) под влиянием персидского, арабского и тюркских языков на территории Южной Азии в период существования Делийского султаната и Могольской империи. Урду и его родственное арабскому письмо местные мусульмане считали жизненно важными элементами исламской культуры Индии; язык хинди и письмо деванагари считались, соответственно, краеугольными камнями индуистской культуры.
В то время, как на севере Индии среди мусульман набирал популярность урду, мусульмане восточной провинции Бенгалия в основном использовали бенгальский язык. Он принадлежит к восточной группе индоарийских языков, которые отделились от восточных средних индоарийских языков примерно в 1000 году н. э. и получили значительное развитие во время Бенгальского Возрождения. Уже в конце XIX века такие социальные активисты как исламофеминистка Рокея Бегум использовали бенгальский язык для того, чтобы их тексты были более понятны народу; другой целью было сделать бенгальский современным литературным языком. Сторонники бенгальского оппонировали урду ещё до разделения Индии, когда делегаты из Бенгалии воспротивились идее выбора урду языком международного общения индийских мусульман на съезде Всеиндийской мусульманской лиги в Лакхнау в 1937 году. Мусульманская лига стала инициатором создания Пакистана, независимого от Британской Индии мусульманского государства.

## Начало движения
После разделения Индии в 1947 году 44 миллиона бенгалоговорящих людей из Восточной Бенгалии, стали жителями Доминиона Пакистан общим населением 64 миллиона человек. Тем не менее, в правительстве, вооружённых силах и на госслужбе в доминионе преобладали люди из западной части страны. В 1947 году ключевая резолюция образовательного саммита в Карачи содержала предложение сделать урду единственным государственным языком страны, а также единственным языком СМИ и образования. Это немедленно вызвало массовые протесты. Студенты из Дакки под управлением Абула Кашема, секретаря бенгальской культурологической организации Тамаддун Маджлиш вышли на демонстрации, требуя принятия бенгальского официальным языком доминиона и разрешения преподавать на нём в образовательных учреждениях Восточной Бенгалии. Несмотря на это, федеральная комиссия вычеркнула бенгальский из списка разрешённых предметов обучения и удалила его с печатей и денежных знаков. Министр образования Фазлур Рахман активно проводил подготовку к объявлению урду единственным государственным языком Доминиона Пакистан. Общественность была разгневана; студенты Даккского университета встретились на собрании 8 декабря 1947 года, где официально потребовали придания бенгальскому статуса государственного. По Дакке прошли организованные студентами процессии и митинги.
Ведущие бенгальские учёные выдвигали тезисы против мнения о том, что урду должен быть единственным государственным языком. Лингвист Мухаммад Шахидулла обратил внимание на то, что урду не родной ни для одной части Пакистана, сказав, что урду подходит для того, чтобы быть вторым языком государства. Писатель Абдул Мансур Ахмед сказал, что если урду станет государственным языком, то образованная часть общества Восточной Бенгалии станет считаться неграмотной и не будет допущена на государственные должности. Первая организация, выступающая за придание бенгальскому статуса национального, «Растрабхаса Санграм Паришад», появилась в конце декабря 1947 года. Возглавил её профессор Нурул Хук Буиян. Позже член парламента Шамсул Хук собрал комитет для продвижения бенгальского в качестве государственного языка. Член ассамблеи Дирендранат Датта предложил к рассмотрению законопроект, разрешающий использование бенгальского в государственных делах. Предложение Датты поддержали несколько законодателей и население региона. Премьер-министр Пакистана и Мусульманская лига денонсировали законопроект, усмотрев в нём попытку разделить пакистанский народ.

### События 1948 года
Студенты Даккского университета и других высших учебных заведений организовали забастовку 11 марта 1948 года, протестуя против исключения бенгальского языка из официальной сферы, включая денежные знаки, печати и задания для поступающих на флот. Требование бастующих не изменилось: они хотели принятия бенгальского официальным языком. Политические лидеры (в частности, Шамсул Хук, Шаукат Али, Кази Голам Махбуб, Оли Ахад, Абдул Вахед) также участвовали в забастовках. Один из лидеров протестов, Мохаммад Тоаха, был госпитализирован в результате попытки украсть оружие у полицейского.
11 марта после полудня был организован митинг против жестокости полиции и арестов. Группа студентов пыталась пройти маршем к дому главного министра Хаваджи Назимуддина, но их остановили перед зданием суда. Тогда протестующие сменили направление и пошли к секретариату. Полицейские попытались разогнать процессию, ранив нескольких студентов и организаторов, включая Абдула Касема Фазлула Хука. В следующие четыре дня на улицах произошло несколько новых забастовок. После этого главный министр Назимуддин подписал с лидерами протестующих студентов договорённость, согласившись с несколькими пунктами их требований, но не с требованием сделать бенгальский государственным.
В разгар беспорядков, 19 марта 1948 года, в Дакку прибыл генерал-губернатор Пакистана Мухаммад Джинна. На приёме 21 марта он заявил, что языковая проблема была создана пятой колонной с целью разделить мусульман Пакистана, а также что «урду и только урду» олицетворяет дух мусульманской нации и останется государственным языком, а несогласных с его взглядами назвал врагами Пакистана. Джинна произнёс аналогичную речь на естественнонаучном факультете университета Дакки 24 марта. В обоих случаях Джинну периодически перебивал гул толпы. Джинна созвал собрание государственного языкового комитета и денонсировал соглашения Назимуддина со студенческими лидерами. Перед отъездом Джинна произнёс речь на радио 28 марта. В ней он снова озвучил свою политику «урду и только урду».
27 ноября 1948 года Гулам Азам от имени студентов Даккского университета передал меморандум премьер-министру Пакистана Лиакат Али Хану, в котором просил сделать бенгальский официальным языком Пакистана. В тот момент Гулам Азам был генеральным секретарём союза студентов Даккского университета.
Вскоре после этого правительством был сформирован Языковой комитет Восточной Бенгалии под предводительством Мауланы Акрама Хана, который должен был предоставить отчёт по языковой проблеме. Комитет закончил отчёт 6 декабря 1950, но его не публиковали вплоть до 1958 года. Предложение комитета заключалось в записи бенгальского арабским письмом, что должно было разрешить конфликт.

## События 1952 года
В 1952 году восточнопакистанские студенты-бенгальцы начали массовые протесты против объявления урду государственным языком Пакистана, несмотря на преобладание в стране носителей бенгальского. В течение протестов несколько студентов погибли.
Споры «урду или бенгали» вспыхнули с новой силой после того, как новый генерал-губернатор Пакистана, Хаваджа Назимуддин, жёстко высказался в защиту политики «только урду» 27 января 1952 года. 31 января на встрече в Университете Дакки был сформирован «Центральный комитет по языковым вопросам», его председателем стал Абдул Бхашани. Предложение записывать бенгальский арабским письмом, выдвинутое правительством, было с негодованием отвергнуто. Комитет назначил всеобщий уличный протест на 21 февраля. Студенты собрались близ Даккского университета 4 февраля и потребовали у правительства отменить предложение об арабице, а также настаивали на признании бенгальского. Готовясь к демонстрациям, правительство запретило несанкционированные собрания более чем по трое.

### 21 февраля
В девять часов утра студенты начали собираться у университета вопреки запрету. Полиция окружила общежитие. К 11:15 студенты, находившиеся у ворот университета, попытались прорвать окружение. Полиция стала распылять слезоточивый газ у ворот для устрашения. Группа протестующих бежала к Медицинскому колледжу, а остальные вернулись к зданиям университета в полицейском оцеплении. Проректор попросил полицейских прекратить атаку и приказал студентам покинуть университет. Тем не менее, полиция арестовала нескольких студентов, решивших уйти. Аресты разгневали протестующих, они собрались у здания Законодательного собрания и перекрыли вход, требуя от них настоять на своём. Когда группа студентов решила ворваться в здание, полиция открыла огонь и убила несколько человек. Новости об убийствах быстро распространились по городу, начались беспорядки. Магазины закрылись, общественный транспорт остановил работу. Началась общая забастовка. На собрании законодателей шестеро, включая Маноранджана Дхара, Бошонтокумара Даса, Шамсуддина Ахмеда и Дирендраната Датту потребовали от главного министра Нурула Амина посетить раненных студентов в больнице и закрыть заседание ассамблеи в знак траура. Некоторые члены парламента со скамьи министров, включая Абдура Рашида Таркабагиша, Шорфуддина Ахмеда, Шамсуддина Ахмеда Кхондокара и Мосихуддина Ахмеда поддержали эти требования, однако Нурул Амин отказался им подчиняться.

### 22 февраля
В провинции начались беспорядки, большие группы людей отказывались соблюдать 144-ю статью уголовного кодекса страны и осуждали действия полиции. Более 30 000 человек собрались в даккском Керзон-холле. Действия полиции привели к смерти ещё 4 человек, что побудило служащих и работников множества организаций, включая колледжи, банки и радиостанции, присоединиться к забастовке. Протестующие подожгли офисы двух крупнейших прогосударственных новостных агентств: Jubilee Press и Morning News. Полиция открыла огонь на утреннем шествии, пересекавшем улицу Навабпур, убив нескольких человек, включая активиста Шафиура Рахмана и девятилетнего мальчика.

### Дальнейшие события
Ночью 23 февраля студенты Медицинского колледжа Дакки создали Памятник мученикам. Возведение мемориала было окончено на рассвете 24 февраля, к нему была приложена записка с надписью Shaheed Smritistombho на бенгальском языке; в возведении принимал участие отец Шафиура Рахмана. 26 февраля памятник разрушила полиция. Днём раньше промышленники города Нараянгандж начали массовую забастовку, 28 февраля участники протеста были жестоко избиты полицейскими.
Правительство цензурировало новостные репортажи и скрывало точное число жертв протестов. Большинство прогосударственных СМИ называли виновниками студенческих протестов индуистов и коммунистов. Семьи Абула Барката и Рафика Уддина Ахмеда безуспешно пытались подать в суд на полицию за убийства. 8 апреля вышел правительственный отчёт о происходящем, в котором стрельба по студентам так и не была ничем обоснована. Когда ассамблея собралась в очередной раз 14 апреля, Мусульманская лига заблокировала работу, требуя обсудить языковой вопрос. 16 апреля Университет Дакки снова начал работу, и 27 апреля там прошло собрание Всепартийного центрального комитета по вопросам языка. Делегаты потребовали от правительства освобождения заложников, возвращения гражданских свобод и признания бенгальского официальным языком.

## События после 1952 года
Комитет при поддержке Лиги Авами принял решение отмечать 21 февраля «День мучеников». На первую годовщину протестов многие жители Восточной Бенгалии в знак солидарности с протестующими надели чёрные беджи. Большинство офисов, банков и образовательных учреждений 21 февраля устроили выходной. Студенческие организации договорились с полицией о соблюдении порядка, и более 100 тысяч человек собрались на митинг в районе Арманитола, на котором выступавшие лидеры требовали немедленного освобождения политических заключённых. Тем не менее, восточнопакистанские политики (в частности, Фазлур Рахман) нагнетали напряжение, заявляя, что все, кто хочет получения официального статуса бенгальским языком, являются «врагами государства». Студенты и местные жители не проигнорировали ограничения на празднование годовщины протеста, и ночью 21 февраля 1954 года прошли многочисленные демонстрации, а Университет Дакки поднял чёрные флаги в знак траура. После демонстраций полиция задержала нескольких их участников, но позже всех их освободили.

### Объединённый фронт в 1954 году
Напряжённость усилилась во время выборов 1954 года в провинциальную ассамблею Восточной Бенгалии. Правящая Мусульманская лига объявила себя оппозицией коалиции Объединённого фронта, лидеры которой Абул Касем Фазлул Хак и Лига Авами выступали за увеличение автономии провинции. Несколько активистов и высокопоставленных членов Фронта были арестованы. На встрече членов парламента из Мусульманской лиги под председательством премьера Мухаммада Али Богры было принято решение дать бенгальскому языку официальный статус, что вызвало крупные беспорядки, организованные другими этническими группами, желавшими распознавания своих языков. Сторонники урду, в частности, Абдул-Хак, осудили все предложения придать официальный статус бенгальскому. Абул Хак провёл 100-тысячное шествие против решения Мусульманской лиги. В результате решение не вступило в силу, а Объединённый фронт получил большинство мест в ассамблее, тогда как количество кресел Мусульманской лиги упало до исторического минимума.
Министерство, созданное Фронтом, основало Бенгальскую академию, целью которой стало развитие, распространение и сохранение бенгальского языка, литературы и культурного наследия. Однако правление Объединённого фронта оказалось временным: генерал-губернатор Гулам Мухаммад отменил полномочия местного правительства и ввёл прямое губернаторское правление 30 мая 1954 года. Через год, 6 июня 1955, губернаторское правление было отменено, и Объединённый фронт снова сформировал правительство (однако без Лиги Авами).
После возвращения власти к Фронту годовщина 21 февраля 1956 года впервые отмечалась мирно. Правительство поддержало проект по созданию нового памятника пострадавшим за бенгальский язык. Заседание ассамблеи прервала минута молчания в память о студентах, застреленных полицейскими. Лидеры бенгальского движения организовали массовые мероприятия в честь годовщины, все государственные учреждения и компании устроили выходной.

### Конституционная реформа
7 мая 1954 года ассамблея при поддержке Мусульманской лиги приняла решение дать бенгальскому официальный статус. Он стал вторым официальным языком Пакистана 29 февраля 1956 года, текст статьи 214(1) конституции был изменён на «Государственными языками Пакистана являются урду и бенгальский».
Военное правительство Айюба Хана попыталось вернуть урду статус единственного государственного языка. 6 января 1959 года военное правительство выпустило официальное заявление, признающее бенгальский вторым официальным языком.

### Независимость Бангладеш
Хотя вопрос с официальными языками был улажен, военное правительство ставило интересы Западного Пакистана впереди интересов Восточного. Несмотря на большее население, Восточный Пакистан оставался недопредставлен в гражданских и военных структурах, получал меньшую долю финансирования и другой государственной помощи. Поддержка бенгальских националистов Авами росла, что привело к появлению движения за увеличение автономии. Одно из требований заключалось в том, чтобы Восточный Пакистан назывался Бангладеш (страна бенгальцев), из-за чего началась война за независимость Бангладеш.

## Последствия
Движение за статус бенгальского языка сильно повлияло на бенгальское общество. Оно вдохновило развитие бенгальского языка, литературы и культуры. 21 февраля празднуется под названием День движения за бенгальский язык, это большой государственный праздник. Ежегодно проводится месячная книжная ярмарка Экуше. В память жертв движения раз в год вручается одна из важнейших государственных наград, Экуше падак. Во время борьбы за статус языка были созданы разнообразные песни, пьесы и другие произведения искусства, повлиявшие на настроения в обществе. Среди важнейших произведений искусства, созданных после событий 1952 года отмечают стихотворения Bornomala, Amar Dukhini Bornomala (бенг. বর্ণমালা, আমার দুঃখিনী বর্ণমালা) и Февраль 1969 поэта Шамсура Рахмана, фильм Джибон тхеке нея Захира Райхана, пьесы Кобор авторства Мунира Чоудхури и романов Ekushey February Райхана и Artonaad Шауката Османа. Бангладеш отправила официальный запрос в ЮНЕСКО на создание памятной даты 21 февраля — «Дня родного языка». На 30-й сессии ЮНЕСКО 17 ноября 1999 года предложение было поддержано единогласно.
Спустя два года после уничтожения памятника мученикам за статус бенгальского языка был создан новый Шахид-минар. Скульптор памятника, Хамидур Рахман, начал работу над ним в 1957 году при поддержке Объединённого фронта. Открытие памятника было проведено 21 февраля 1963 года матерью Абула Барката Хасина Бегум. Пакистанские войска уничтожили мемориал во время бенгальско-пакистанской войны в 1971 году, но двумя годами позднее правительство восстановило его.
Вне Бангладеш движение за бенгальский язык имело место в индийском штате Ассам. На станции Силчар полиция убила одиннадцать бенгальцев, требовавших придания официального статуса бенгальскому языку в штате 19 мая 1961 года. В результате язык получил статус в трёх районах Ассама, где бенгальцы составляют большинство населения.

## Политический аспект
Движение за статус бенгальского языка подчеркнуло культурные противоречия между властями Восточного и Западного Пакистана. В Западном Пакистане движение воспринимали как восстание против интересов страны, отторжение идеи об урду как о единственном языке считалось противоречащим принципам исламской культуры и основной идеологии создания Пакистана как о стране двух наций. Некоторые влиятельные политики Западного Пакистана считали урду продуктом индоисламской культуры, а бенгальский — языком, подвергшимся «индуизации».
Лига Авами стала поддерживать бенгальский национализм после появления движения, и изъяла из своего названия слово «мусульманская». Движение вдохновило появление нескольких этнических партий в Западном Пакистане. Волнения в Восточном Пакистане и соперничество между правительством и Объединённым фронтом стали основными причинами военного переворота 1958 года.